# Classificazione nomotetica dei disturbi psichici
La classificazione dei disturbi mentali è una questione delicata, che a lungo è stata sottoposta a variazioni in base alle diverse filosofie che hanno guidato, nelle successive fasi storiche, la ricerca scientifica.
Nella storia della psichiatria e della psicologia dalla fine dell'Ottocento ad oggi in Europa, sono stati presi in considerazione diversi criteri, in base ai quali sono state costruite "mappe" o "griglie" più o meno dettagliate ed accurate.
Philippe Pinel (1745-1826), medico francese, viene celebrato ai nostri giorni come colui che "tolse le catene ai pazzi".
In Italia, la legge Basaglia del 1978 ha fatto chiudere i manicomi per spostare l'asse di trattamento sul territorio. Il principio di base è che il malato psichico ha gli stessi diritti del malato fisico, e ogni forma di dualismo è da ritenere un approccio errato.
Attualmente è considerabile malattia ogni stato di sofferenza in ambito non solo fisico e mentale, ma anche relazionale, familiare, sociale e lavorativo. Un elenco completo delle malattie mentali si trova al capitolo V della classificazione ICD-10 nel sito dell'OMS.

## La funzione colpita dalla malattia
La psicopatologia generale descrittiva, di matrice italiana o dei paesi latini in genere, portava l'attenzione alla funzione colpita dalla malattia e costruiva una prima distinzione tra:
1. disturbi delle attività razionali e logiche, la cosiddetta "noopsiche"
2. disturbi della vita affettiva e dell'umore "timopsiche"
3. disturbi della personalità

Questa tripartizione veniva a sua volta dettagliata in:
- patologia delle percezioni: (illusioni e allucinazioni)
- patologia della attenzione: (demenza, oligofrenia, processi tossinfettivi - cioè malattie che producono tossine -, stati crepuscolari - cioè restringimento della coscienza-)
- patologia della memoria: (demenze e deficienze, amnesia da trauma cranico, amnesia reattiva, paramnesia cioè deformazioni della memoria, confabulazione e cioè sostituzione dei ricordi veri con ricordi inventati o fantasticati, allucinazioni schizofreniche della memoria, pseudologie fantastiche e cioè mitomanie per lo più create da caratteri egocentrici e narcisistici)
- patologia dell'ideazione e delle associazioni: da intossicazioni esogene o malattie organiche, da stati depressivi o di eccitamento maniacale, deliri, idee fisse incoercibili, ossessive, stati anancastici (depressivi od ossessivi)
- patologia dell'intelligenza, distinta a sua volta in:
  - oligofrenia (o debolezza mentale o deficienza) se il disturbo è presente fin dalla nascita (e può essere causato da fattori genetici, ereditari o provocato da traumi, intossicazioni, danni o malattie prenatali, perinatali, postnatali)
  - demenza se invece il disturbo interviene nel corso della vita della persona (a sua volta distinti in demenza precoce - che era il nome con cui si designava la schizofrenia -, malattia di Alzheimer e affini sindromi organiche che provocano danni cerebrovascolari, demenza senile vera e propria)
- patologia della affettività: depressione, astenia, apatia, neuroastenia, eccitamento maniacale, ipomania, sindrome maniaco-depressiva, ansia, angoscia, catatimia, pensiero magico
- patologia della volontà: demenze e deficienze, neurastenia, abulia, apatia, ipocondria, malinconia, crisi reattive, crisi di panico, crisi isteriche
- patologia della coscienza: sopore, torpore, stati crepuscolari, perdita dell'orientamento spaziotemporale, deliri, sindromi epilettiche, sindromi isteriche, sdoppiamenti della personalità, crisi di depersonalizzazione a sua volta distinguibile in:
  - sindrome autopsichica (quando il malato ha l'impressione di non essere lui ad agire e a sentire ma un altro in vece sua)
  - somatopsichica (quando il malato ha l'impressione che il proprio corpo non gli appartenga o non esista)
  - allopsichica o crisi di derealizzazione (quando si ha l'impressione che il mondo esterno sia cambiato, irreale e il malato vive la realtà come se fosse un sogno)
- patologia degli istinti: perdita dell'istinto vitale, volontà suicida, perdita dell'istinto della nutrizione, del pudore sessuale, delle abitudini sociali e della pulizia
- patologia del comportamento: reazioni aggressive, reazioni esplosive, crisi a corto circuito, perdita dell'istinto sessuale, aberrazioni sessuali, impotenze, inversioni sessuali, perversioni sessuali
- patologia del senso morale: stati di deficienza o demenza, paralisi progressive, malattie organiche come l'encefalite letargica, danni causati da alcolismo cronico o tossicomanie, immoralità costituzionale, psicopatia

## L'età di insorgenza della malattia
Un altro criterio, usato nei paesi latini ed in quelli anglosassoni, focalizzava l'attenzione sull'età di insorgenza della malattia o del disturbo e pertanto distingueva in
1. arresti e ritardi dello sviluppo psichico (autismo, oligofrenia, epilessia e malattie organiche incidenti sulla psiche, traumi fisici e psicologici, fattori genetici e costituzionali)
2. malattie della età evolutiva (nevrosi, psicosi, malattie organiche incidenti sulla psiche, traumi fisici e psicologici, intossicazioni volontarie da droghe o alcol e intossicazioni accidentali da elementi nocivi, fattori genetici e costituzionali)
3. malattie e disturbi della età adulta (nevrosi, psicosi, stati depressivi, involutivi, malattie degenerative e in genere malattie organiche che incidono sulla psiche e sull'umore, intossicazioni volontarie da droghe o alcol e intossicazioni accidentali da fattori nocivi)
4. malattie e disturbi dell'età involutiva (malattie psichiche ed organiche tipiche dell'invecchiamento)

## L'andamento della malattia
Un altro criterio, di matrice tedesca (Kraepelin) concentrava l'attenzione sull'andamento della malattia, distinguendo quindi i quadri clinici in:
1. quelli evolutivi in senso peggiorativo, nei quali il malato peggiora sempre più (ad es. schizofrenia, e tutte le malattie organiche degenerative)
2. quelli ciclici che mantengono in certo quale andamento più o meno cronico (ad es. certi tipi di nevrosi, depressioni monopolari e bipolari)

## La psichiatria tedesca
La psichiatria classica tedesca costruiva un sistema volto a distinguere tra reazioni conflittuali, sviluppi neurotici, strutture neurotiche, sviluppi psicopatici, pseudopsicopatie, alcolismo e tossicomanie, come segue:
- Reazioni conflittuali: (dipendenti cioè da un fattore esterno)
  - esaurimento - tentato suicidio - lutto
  - da sollecitazione estrema: esami/studio - ansia acuta
  - finalistiche - ansia da trauma, ansia cronica generalizzata
- Sviluppi neurotici: (qualcosa presente all'interno della persona e che si sviluppa col tempo)
  - isteria - sviluppo cardiofobico
  - ossessione - sviluppo sensitivo/paranoide
  - depressione neuro-reattiva - sviluppo depersonalizzazione derealizzazione
  - ansioso fobico - sviluppo ipocondriaco
- Strutture neurotiche:
  - isterica - depressiva
  - ossessiva - schizoide
- Sviluppi psicopatici: (non c'è conflitto interiore, l'idea viene agita, indifferenza per altri, proiezione esterna, disturbi che possono essere a base organica)
  - astenico - instabile
  - insicuro - querulomanico
  - anancastico - di valorizzazione
  - depressivo - freddi
- Pseudopsicopatie
- Alcolismo / tossicomanie

## Origine della malattia
Se adottiamo il criterio dell'origine del disturbo psicologico, è possibile distinguere le malattie mentali in tre grandi categorie:
- psicogenesi: sono le nevrosi di tutti i tipi, non hanno causa organica ed i sintomi sono interpretati dalla psicoanalisi come espressione di un conflitto che spesso risale all'infanzia e che ha radici nel primo nucleo familiare; il conflitto costituisce un compromesso tra i desideri (spesso rimossi) e la realtà.
  - questi problemi possono essere stati in qualche modo compensati dal paziente, ma possono poi emergere in concomitanza con certi appuntamenti importanti ed archetipici nella vita di una persona (fine della scuola, entrata nel mondo del lavoro, matrimonio, perdita di una persona cara, ecc.).
  - le nevrosi sono inquadrabili in tre categorie: isteria, ossessione, forme miste.
  - le nevrosi sono caratterizzate in varia maniera da stati di angoscia, ansia, astenia, ipocondria, alterazione dei ritmi circadiani, eccitazione, narcisismo, fobie, coazione a ripetere, alterazioni del tono dell'umore e della affettività, cenestopatie e psicosomatizzazioni di vario genere.
  - questi disturbi (se non arrivano a compromettere gravemente il regolare svolgimento della vita di una persona) sono normalmente risolvibili con la sola psicoterapia e non richiedono un intervento psichiatrico; nei casi più gravi può essere necessario affiancare alla psicoterapia vera e propria interventi farmacologici (ansiolitici o antidepressivi lievi o farmaci ad azione combinata) o altre forme di sostegno psicologico non verbale (training autogeno, suggestioni ipnotiche, psicomotricità, gruppi di terapia ecc.)
  - secondo la psicologia e la psichiatria tradizionale, si può affiancare alle tre categorie sopraddette di disturbi, anche una quarta che è rappresentata dalle cosiddette nevrosi o psicosi reattive. Si tratta di disturbi che insorgono in seguito ad un avvenimento esterno e che possono compromettere più o meno gravemente l'equilibrio psicologico di una persona; parliamo quindi di nevrosi o psicosi gravidica, puerperale, da lutto, da shock, da guerra, da incidente, da trauma, da detenzione, da tortura, da avvenimenti eccezionali e di particolare gravità.
- endogenesi: sono le psicosi vere e proprie;
  - si usa il termine di psicosi endogena (cioè che viene dal di dentro) indicando con questa parola il fatto che:
    - la malattia viene dall'interno del cervello,
    - non avviene per una causa di natura organica,
    - la malattia lascia delle alterazioni riscontrabili in alcuni nuclei biochimici nel cervello e nel funzionamento delle sinapsi

  - in questo contesto la psicosi, oltre che endogena, veniva anche denominata "funzionale" intendendo con questo termine il fatto che una sindrome di carattere psicologico viene a ledere un meccanismo biologico che è alla base di una funzione
  - in questi casi la cura attualmente più efficace consiste in una forma particolare di psicoterapia caratterizzata dal fatto di essere multimodale e di staff, comunitaria o ambulatoriale, associata alla terapia con psicofarmaci che consentono di ripristinare le comunicazioni su base biochimica
  - le psicosi definite endogene sono: schizofrenia, paranoia, depressione monopolare o bipolare (ciclotimia)
- organogenesi: malattie su base organica, riscontrabili con strumenti diagnostici medici; a seconda della gravità del disturbo si può parlare di nevrosi sintomatica e psicosi sintomatica
  - in queste forme è riscontrabile alla base del disturbo un'alterazione organica che può essere patologica, tossica, infettiva, traumatica, endocrina, metabolica, neoplastica, degenerativa, genetica, involutiva
  - per quanto concerne i disturbi lievi, si pensi ad es. all'ottundimento e alle lievi alterazioni della coscienza che subentrano a causa della semplice influenza febbrile, da malattie esantematiche come la scarlattina e la varicella, o agli stati di ansia indotti da malattie cardiache o endocrine
  - i disturbi gravi o gravissimi quali le psicosi organiche possono essere provocate da encefalopatie vascolari (arteriosclerosi), demenza senile, malattia di Alzheimer, intossicazione da metalli, gas, droghe, alcol, medicinali, tumori cerebrali ed in particolare dai tumori del lobo frontale del cervello
  - una classificazione tradizionale della psichiatria suddistingue le malattie psichiche organiche in:
    - oligofrenia o deficienza o debolezza mentale, se la malattia è presente dalla nascita (oligofrenici che per la psichiatria classica sono definiti idioti - Q.I. inferiore a 20- imbecilli - Q.I. da 20 a 35- debole mentale - Q.I. da 35 a 50- subnormale - Q.I. da 50 a 70)
    - demenza, se invece la persona nasce sana e una malattia interviene nel corso della vita a lederne le funzioni intellettive e vitali

  - con l'affinarsi della tecnica medica probabilmente sfumerà la distinzione tra malattia endogena e organica poiché sarà possibile distinguere meglio le differenti patologie
  - si pongono invece tra le nevrosi e le psicosi i cosiddetti pazienti "border" o "borderline", termine che indica una sindrome marginale, intermedia, difficile da classificare secondo i quadri nosologici classici; la condizione di border è per lo più causata dal concorrere di numerose cause patogene, e dalla presenza di conflitti profondi di tipo psicotico mascherati in superficie da meccanismi di difesa di tipo nevrotico

## La psichiatria dinamica
Col termine di "psichiatria dinamica" si intende un indirizzo della psichiatria che:
1. tende ad una sintesi tra psichiatria e psicoanalisi
2. valorizza gli aspetti psicologici ed interpersonali rispetto a quelli medico biologici
3. pone tra i fondamenti il concetto di inconscio
4. interpreta il disturbo nei termini del tentativo di risoluzione di un conflitto tra pulsioni diverse

Partendo da questi principi, i disturbi psichici vengono per lo più classificati come segue:
- sindromi psiconevrotiche
  - sindromi nevrotiche
    - sindromi ansiose:
      - ansia occulta
      - ansia latente
      - crisi d'ansia

    - sindromi neuroasteniche:
      - affettive
      - cenestopatiche
      - ipocondriache
      - asteniche
      - funzionali

    - sindromi fobiche:
      - fobia da situazione
      - fobia da esseri viventi
      - fobia da oggetti

    - sindromi ossessive
      - immagini, idee o impulsi ossessivi
      - ossessione dubitativa
      - fobia ossessiva
      - azioni / comportamenti coatti (anancasmo)

    - sindromi isteriche
      - con sintomi somatici
      - con sintomi psichici
      - miste

    - sindromi post-traumatiche
    - sindrome psicogena immediata successiva al trauma
    - sindrome psicogena traumatica tardiva
    - sindromi caratteriali
    - ipertimici
    - depressivi
    - insicuri
    - fanatici
    - narcisisti
    - instabili o labili
    - personalità esplosive
    - apatici o freddi
    - abulici
    - astenici

  - sindromi psicosomatiche
    - sindromi dell'apparato gastroenterico
    - disordini dell'alimentazione
    - sindromi dell'apparato cardiocircolatorio
    - sindromi dell'apparato respiratorio
    - sindromi dell'apparato urogenitale
    - sindromi dell'apparato locomotore
    - sindromi dermatologiche

  - sindromi psicosessuali
    - la masturbazione nell'età adulta
    - il feticismo
    - zoorastia
    - esibizionismo / voyeurismo
    - sadomasochismo
    - sindromi deficitarie: impotenza, eiaculazione precoce, frigidità, vaginismo, dispareunia

  - sindromi tossicofiliche
    - intossicazione, assuefazione, dipendenza da droghe dei vari tipi
    - alcolismo acuto:
      - ebbrezza semplice
      - ubriachezza patologica
      - dipsomania

    - alcolismo cronico:
      - alterazioni della personalità
      - delirio psicotico di gelosia
      - psicosi allucinatoria alcolica cronica
      - encefalopatie carenziali
      - delirium tremens
      - allucinosi alcolica

  - sindromi distimiche
    - sindrome distimica endogena bipolare (ciclotimia, sindrome maniaco-depressiva)
    - sindrome distimica endogena monopolare (depressione endogena)
    - sindromi distimiche del periodo involutivo
    - depressioni nevrotiche pure
    - depressioni nevrotiche reattive

  - sindromi schizofreniche
    - schizofrenia simplex
    - sindromi ebefreniche
    - sindromi paranoidi
    - sindrome catatonica
    - sindromi pseudoneurotiche o pseudopsicopatiche
    - sindromi parafreniche

  - sindromi marginali
    - stati tipo border o borderline
    - psicosi con aspetti distimici e schizofrenici
    - depressioni episodiche tendenti a cronicizzazione
    - stati neurotici con aspetti distimici

  - sindromi psicorganiche
    - psicosindrome cerebrale diffusa causata da malattia organica, trauma, intossicazione, invecchiamento
    - psicosindrome cerebrale a focolaio causata da malattia organica trauma, intossicazione, invecchiamento
    - psicosindrome esogena acuta causata da malattia organica
    - psicosindrome endocrina semplice, distimica, schizofrenica
    - demenza presenile o malattia di Alzheimer
    - demenza senile e arteriosclerotica
    - disturbi mentali nell'infezione luetica
    - epilessia
    - oligofrenia: genetica pre-peri-post natale, patogena o traumatica

## Il criterio descrittivo
Questa brevissima rassegna mette in evidenza la diversità di scuole, teorizzazioni, orientamenti e tendenze in materia di psicologia, psicoterapia, psicoanalisi e psichiatria che, ai giorni nostri, sono tutti contemporaneamente presenti.
Di fronte a questa situazione, e ai possibili problemi di incomprensione tra i diversi operatori nel campo, l'Associazione Psichiatrica Americana (USA), fin dal 1952 si è preoccupata di creare uno strumento comune ed un testo base di riferimento, che potessero costituire un linguaggio comune ed univoco che fosse al di sopra delle differenze tra le diverse scuole e teorie.
Questo lavoro, in continuo aggiornamento e revisione, ha prodotto il "Manuale diagnostico e statistico dei disturbi mentali" denominato DSM (Diagnostic and Statistical Manual of Mental Disorders) che viene regolarmente riaggiornato, ed ha avuto un impatto tale, da essere prima adottato in tutti i paesi di lingua inglese ed in seguito tradotto in cinese, danese, olandese, finlandese, francese, tedesco, greco, italiano, giapponese, norvegese, portoghese, spagnolo, svedese.
I campi nei quali il DSM è principalmente utilizzato sono quelli della psicologia, psicoterapia, psichiatria sia private che pubbliche, nella medicina legale, nei tribunali e nell'amministrazione della giustizia in genere, nei contesti istituzionali pubblici e di ospedalizzazione.

Il criterio scelto dai compilatori del DSM è quello della descrizione estremamente accurata del disturbo e nella sua relativa catalogazione.
Nella stessa introduzione al DSM-III si chiarisce, come segue, il criterio adottato:
Il DSM pertanto fornisce una descrizione dettagliata di ogni disturbo precisandone le modalità, le manifestazioni associate, il decorso, l'età di insorgenza, le menomazioni, le eventuali complicanze, i fattori predisponenti, la prevalenza, la distribuzione tra i sessi, la familiarità ed i criteri per la diagnosi differenziale da altri disturbi.
I disturbi vengono catalogati come segue:
- disturbi che esordiscono solitamente nella infanzia, nella fanciullezza, nell'adolescenza
- sindromi e disturbi mentali organici
- disturbi da uso di sostanze psicoattive
- schizofrenia
- disturbo delirante paranoide
- disturbi psicotici non classificati altrove
- disturbi dell'umore
- disturbi d'ansia e di fobia
- disturbi somatoformi
- disturbi dissociativi e isterici
- disturbi sessuali / parafilie
- disturbi del sonno
- disturbi fittizi
- disturbi del controllo degli impulsi non classificati altrove
- disturbo dell'adattamento
- fattori psichici che incidono sulla condizione fisica
- disturbi di personalità
- condizioni che richiedono attenzione e trattamento ma non sono attribuibili ad un disturbo mentale